# 安德鲁·劳克
安德鲁·劳克（Andrew Lock，1961年12月26日—）澳大利亚杰出的登山家，是目前唯一一个登顶全部14座8000米以上山峰的澳大利亚人，拥有十八次登顶8000米以上山峰的不俗成绩。是目前全球完成14座8000米以上山峰的第21位登山家。

## 登顶各座8000米级山峰时间表
- 1993年 乔戈里峰（首位登顶此峰的澳大利亚人）
- 1997年 道拉吉里峰(首位登顶此峰的澳大利亚人)
- 1997年 布洛阿特峰（独自登顶）
- 1998年 南迦帕尔巴特峰(首位登顶此峰的澳大利亚人)
- 1999年 加舒尔布鲁木I峰（首位登顶此峰的澳大利亚人）
- 1999年 加舒尔布鲁木II峰（阿尔卑斯式攀登）
- 2000年 珠穆朗玛峰（首位带领商业团队登顶珠峰的澳大利亚人）
- 2002年 马纳斯卢峰（首位登顶此峰的澳大利亚人）
- 2003年 希夏邦马中央峰（独自登顶）
- 2004年 珠穆朗玛峰（个人第二次登顶，为探索频道拍摄纪录片）
- 2004年 卓奥友峰（独自登顶）
- 2005年 卓奥友峰（商业探险团队领队）
- 2006年 干城章嘉峰（第二位登顶此峰的澳大利亚人）
- 2007年 安纳布尔纳峰（首位登顶此峰的澳大利亚人）
- 2008年 马卡鲁峰
- 2009年 希夏邦马主峰